# Превалац
Превалац или Превалец (на сръбски: Превалац или Prevalac) е село в Югоизточна Сърбия, Пчински окръг, Град Враня, община Вранска баня.

## География
Селото е разположено във Вранската котловина, близо до десния бряг на река Южна Морава, и край първокласния път A 1, свързващ окръжния център Враня със столицата Белград. Отстои на 7,5 км северно от общинския център Вранска баня, на 1,5 км югозападно от село Паневле, на 2,2 км северно от село Корбевац и югоизточно от владичинханското село Прибой.

## История
По време на Първата световна война селото е във военновременните граници на Царство България, като административно е част от Вранска околия на Врански окръг.

## Население
Според преброяването на населението от 2011 г. селото има 159 жители.

### Етнически състав
Данните за етническия състав на населението са от преброяването през 2002 г.
- сърби – 153 жители (100%)